# Tricalysia sylvae
Tricalysia sylvae är en måreväxtart som beskrevs av Elmar Robbrecht. Tricalysia sylvae ingår i släktet Tricalysia och familjen måreväxter. Inga underarter finns listade i Catalogue of Life.